# Jericho (Vermont)
Jericho ist eine Town im Chittenden County des Bundesstaats Vermont in den Vereinigten Staaten, mit 5104 Einwohnern (laut Volkszählung von 2020).

## Geografie

### Geografische Lage
Jericho liegt im Osten des Chittenden Countys, in den Westausläufern der Green Mountains, etwa 18 Kilometer östlich des Ufers des Lake Champlain in direkter Nachbarschaft des Ballungsraums Burlington. 15 Kilometer östlich des Hauptortes erhebt sich der Mount Mansfield, der einerseits als State Forrest dient, andererseits als Skilanglaufgebiet. Wichtigster Wasserlauf ist der Winooski River, der das Gebiet der Siedlung von Ost nach West durchfließt und die Wasser vieler kleiner, meist namenloser Zuläufe aufnimmt, die von den umliegenden Bergen strömen. Die Oberfläche der Town ist leicht hügelig. Die höchste Erhebung ist der 315 m hohe Laisdell Hill.

### Nachbargemeinden
Alle Entfernungen sind als Luftlinien zwischen den offiziellen Koordinaten der Orte aus der Volkszählung 2010 angegeben.
- Norden: Westford, 6,2 km
- Nordosten:  Underhill, 8,8 km
- Südosten:  Bolton, 9,9 km
- Süden:  Richmond, 4,4 km
- Südwesten:  Williston, 14,1 km
- Westen:  Essex, 11,5 km

### Klima
Die Durchschnittstemperatur in Jericho liegt zwischen −11,0 °C (12 °Fahrenheit) im Januar und 20,0 °C (68 Grad Fahrenheit) im Juli. Damit ist der Ort gegenüber dem langjährigen Mittel Vermonts um etwa 2 Grad kühler. Die Schneefälle zwischen Oktober und Mai erreichen ihren Höchstwert im Januar und liegen deutlich höher als die mittlere Schneehöhe in den USA. Die tägliche Sonnenscheindauer liegt am unteren Rand des Wertespektrums der USA, im Zeitraum September bis Dezember zum Teil deutlich darunter.

## Geschichte
Jericho wurde am 7. Juni 1763 von Benning Wentworth als Teil von New Hampshire mit einer Fläche von 6 auf 6 Meilen, entsprechend den üblichen 23.040 acres (etwa 93,2 km²) zur Besiedlung ausgerufen. Erste Siedler, drei Familien, werden für 1774 erwähnt, die aber bei Ausbruch des Unabhängigkeitskrieges die unsicher gewordene Gegend wieder verließen. Die Besiedlung wurde erst 1783 wieder aufgenommen; eine erste Aufstellung von 1785 enthält die Namen von sechs „Freemen“, also wahlberechtigten Männern. Die konstituierende Gemeindeversammlung fand am 22. März 1786 statt, ein Vertreter für das Parlament von Vermont wurde am 29. November 1786 erstmals bestimmt. 
Um 1825 war die Bevölkerung des Ortes so stark angewachsen, dass die Bewohner Jerichos ein Gebäude für eine weiterführende Schule errichteten, der Jericho Academy, die aber erst im März 1827 den Lehrbetrieb aufnahm und bis 1845 bestand. Während die Grundschulen in den ersten Jahrzehnten der Besiedlung nur im Winterhalbjahr Schulstunden anboten, wurde in der Academy ganzjährig Unterricht gegeben.
Die Gegend war dünn besiedelt und wurde in erster Linie zur Wald- und Forstwirtschaft genutzt. Die vielen Wasserläufe, die dem Gebiet um den Mount Mansfield entspringen und in den Winooski River münden, führten zum Bau einer großen Zahl von Wassermühlen, die zunächst hauptsächlich als Sägemühlen, später auch für Kleinindustrien jeder Art genutzt wurden. Eine von ihnen, die „Red Mill“ von 1848, ist im Ortskern von Jericho erhalten und wurde 1972 zur National Historic Site erklärt.
Seit den 1930er Jahren gibt es Bestrebungen, den Ort zu einem Touristenzentrum auszubauen. Damals wurden im Zuge der Bekämpfung der Folgen der Weltwirtschaftskrise am Mount Mansfield, dem höchsten Berg Vermonts, Campingplätze und Skihütten angelegt. Zusammen mit dem nahen Burlington International Airport und dem gut ausgebauten Straßennetz hierher hat sich Jericho besonders seit den 1970er Jahren zu einem Wintersportzentrum entwickelt. Seit Ende der 1990er Jahre werden im Gebiet um Jericho große Biathlon-Wettbewerbe ausgerichtet.
Der Bahnhof Jericho lag an der von 1877 bis 1938 betriebenen Bahnstrecke Burlington–Cambridge Junction.

### Religionen
In der Frühzeit der Besiedlung waren fast alle großen Kirchen Neuenglands mit Gläubigen in Jericho vertreten. Hier werden vor allem Congregationalisten, Baptisten, Universalisten und Methodisten genannt, die im Ort eigene Gemeinden und zum Teil eigene Kirchen aufbauten. Heute sind von ihnen noch insbesondere zwei methodistische Gemeinden aktiv.

### Einwohnerentwicklung
| Volkszählungsergebnisse – Town of Jericho, Vermont | Volkszählungsergebnisse – Town of Jericho, Vermont | Volkszählungsergebnisse – Town of Jericho, Vermont | Volkszählungsergebnisse – Town of Jericho, Vermont | Volkszählungsergebnisse – Town of Jericho, Vermont | Volkszählungsergebnisse – Town of Jericho, Vermont | Volkszählungsergebnisse – Town of Jericho, Vermont | Volkszählungsergebnisse – Town of Jericho, Vermont | Volkszählungsergebnisse – Town of Jericho, Vermont | Volkszählungsergebnisse – Town of Jericho, Vermont | Volkszählungsergebnisse – Town of Jericho, Vermont |
| Jahr                                               | 1700                                               | 1710                                               | 1720                                               | 1730                                               | 1740                                               | 1750                                               | 1760                                               | 1770                                               | 1780                                               | 1790                                               |
| -------------------------------------------------- | -------------------------------------------------- | -------------------------------------------------- | -------------------------------------------------- | -------------------------------------------------- | -------------------------------------------------- | -------------------------------------------------- | -------------------------------------------------- | -------------------------------------------------- | -------------------------------------------------- | -------------------------------------------------- |
| Einwohner                                          |                                                    |                                                    |                                                    |                                                    |                                                    |                                                    |                                                    |                                                    |                                                    | 381                                                |
| Jahr                                               | 1800                                               | 1810                                               | 1820                                               | 1830                                               | 1840                                               | 1850                                               | 1860                                               | 1870                                               | 1880                                               | 1890                                               |
| Einwohner                                          | 728                                                | 1185                                               | 1219                                               | 1654                                               | 1684                                               | 1837                                               | 1669                                               | 1757                                               | 1687                                               | 1461                                               |
| Jahr                                               | 1900                                               | 1910                                               | 1920                                               | 1930                                               | 1940                                               | 1950                                               | 1960                                               | 1970                                               | 1980                                               | 1990                                               |
| Einwohner                                          | 1373                                               | 1307                                               | 1138                                               | 1091                                               | 1077                                               | 1135                                               | 1425                                               | 2343                                               | 3575                                               | 4302                                               |
| Jahr                                               | 2000                                               | 2010                                               | 2020                                               | 2030                                               | 2040                                               | 2050                                               | 2060                                               | 2070                                               | 2080                                               | 2090                                               |
| Einwohner                                          | 5015                                               | 5009                                               | 5104                                               |                                                    |                                                    |                                                    |                                                    |                                                    |                                                    |                                                    |

## Kultur und Sehenswürdigkeiten

### Sport
Jericho ist als Wintersportgebiet bekannt; in seinen Grenzen wurden bereits mehrfach große Biathlon-Wettbewerbe ausgeführt. Dazu gehören die  Biathlon-Juniorenweltmeisterschaften 1998, die Biathlon-Militärweltmeisterschaften 2001 und 2003, der North American Biathlon Rollerski Cup 2010 sowie im Allgemeinen jährlich Rennen des Biathlon-NorAm-Cups.

## Wirtschaft und Infrastruktur

### Verkehr
Die wichtigste Straßenverbindung Jerichos ist die Vermont State Route 15, die das Gebiet von Osten nach Westen durchquert und den Ort mit Burlington im Osten und Hardwick im Westen verbindet. Sie wird von zwei Flugfeldern für Privatmaschinen ergänzt. Der nächste öffentliche Verkehrsflughafen befindet sich in Burlington. Die nächstgelegenen Amtrak-Stationen sind Essex Junction (11 km) und Waterbury-Stowe in Waterbury (27 km).

### Öffentliche Einrichtungen
Es gibt kein Krankenhaus in Jericho. Das  University of Vermont Medical Center in Burlington, ist das nächstgelegene Krankenhaus.

### Bildung
Jericho gehört mit Bolton, Huntington, Richmond und Underhill zum Mount Mansfield Modified Union School District.
In Jericho bietet die Jericho Elementary School Ausbildung von Kindergarten bis zum vierten Schuljahr. Die Browns River Middle School bietet Schulklassen vom fünften bis zum achten Schuljahr. Der High-School-Abschluss kann an der Mount Mansfield Union High School abgelegt werden.
Nahe gelegene Colleges finden sich in Colchester, Winooski und Burlington; der nächste Universitäts-Campus befindet sich ebenfalls in Burlington.
Die Jericho Town Library wurde 1899 gegründet. Sie befindet sich in Jericho Center. Im Jahr 1915 zog sie in das Gebäude der Jericho Academy, welches im Jahr 1955 für den Neubau einer Straße verlegt wurde.

## Persönlichkeiten

### Söhne und Töchter der Stadt
- Wilson Bentley (1865–1931), Farmer, Fotograf und Schneeforscher
- George Bliss (1813–1868), Politiker, Abgeordneter für Ohio im US-Repräsentantenhaus
- Amy Dombroski (1987–2013), Radsportlerin
- Robert T. King (1917–1970), Politiker, State Auditor von Vermont
- Lea Davison (1983), Mountainbikerin

### Persönlichkeiten, die vor Ort gewirkt haben
- Martin Chittenden (1763–1840), Politiker Gouverneur des US-Bundesstaates Vermont.
- Asahel Peck (1803–1879), Politiker und Gouverneur Vermonts. Betrieb eine Farm in Jericho.
- David Allen Smalley (1809–1877), Politiker. Postmeister und Rechtsanwalt im Ort zwischen 1831 und 1836